# Viola pomposa
Pour les articles homonymes, voir Viola.
La viola pomposa est un instrument à cordes frottées de la famille des violons, d'une longueur d'environ 80 centimètres.

## Description
L'instrument, à cinq cordes, est accordé comme un violoncelle avec l'ajout d'une corde de mi. Il se joue sur la poitrine ou sur l'épaule, ce qui permettait à l'époque de jouer des passages rapides et aigus. Les premiers manuscrits attribuent l'invention de cet instrument à Jean-Sébastien Bach.
Dans des manuscrits et dans la littérature ancienne du XIXe siècle cet instrument est confondu avec le violino pomposo qui possédait cinq cordes, une de plus que l'alto. L'accord de base est : do, sol, ré, la et mi. Des recherches récentes (2015) ont mis en évidence que nombre de ces instruments pouvaient avoir été en réalité des quintes de violon plus ou moins recoupées.

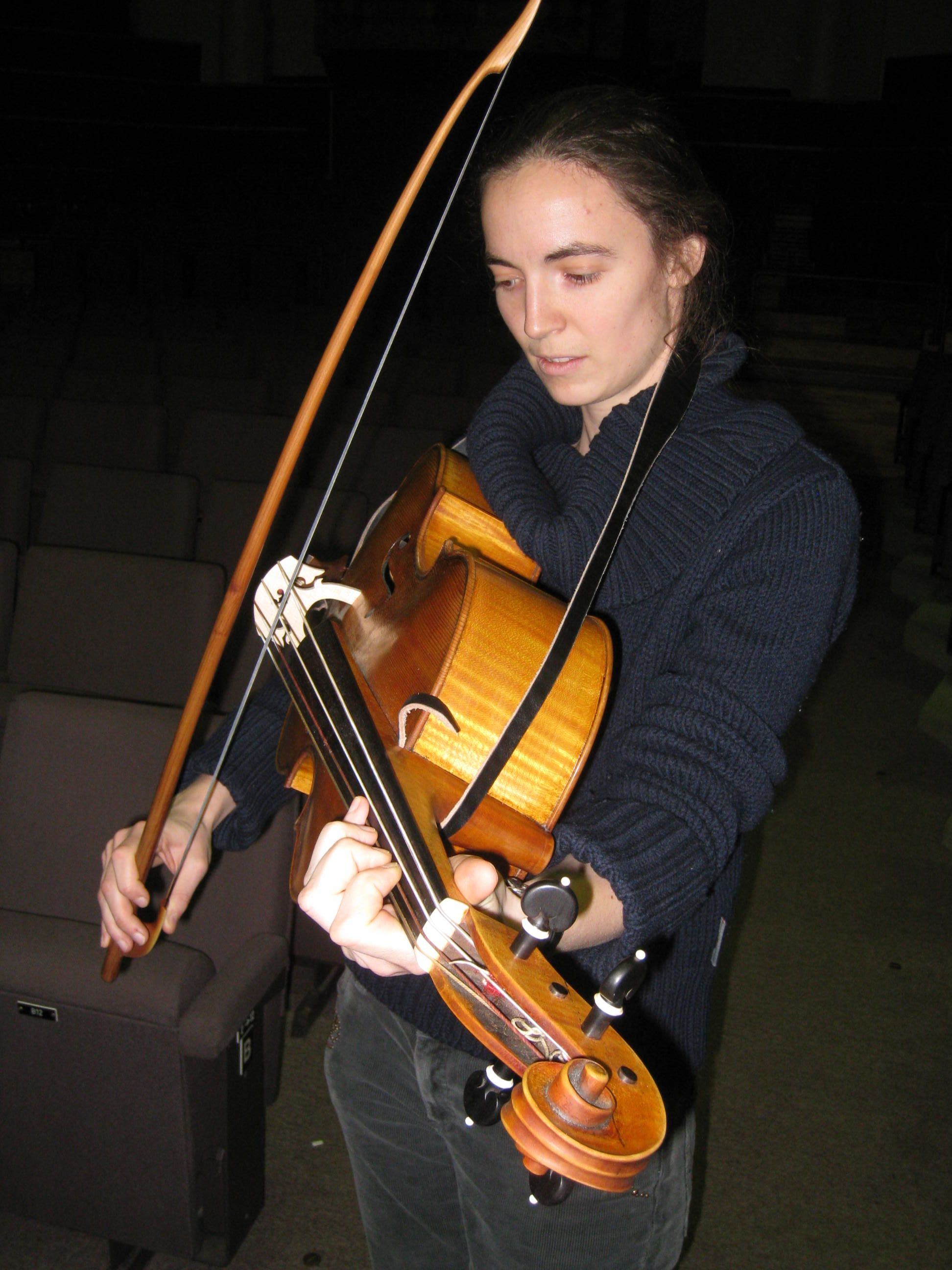
Viola da spalla

## Instruments de la même famille
- La viola da spalla, ou violoncello da spalla (d'épaule) se porte à l'épaule ou contre la poitrine. Cet instrument serait celui pour lequel la suite no 6 BWV 1012 aurait été écrite[2]. Cet instrument a été redécouvert par Sigiswald Kuijken[3].
- Violoncelle piccolo